# Arthur Newton
Arthur Lewis Newton (Upton, 31 gennaio 1883 – Worcester, 19 luglio 1950) è stato un maratoneta, mezzofondista e siepista statunitense.

## Carriera
Prese parte a due edizioni dei Giochi olimpici estivi: a Parigi 1900 prese parte alla maratona e ai 2500 metri siepi, classificandosi rispettivamente quinto e quarto; ai Giochi di Saint Louis 1904 conquistò due medaglie di bronzo nella maratona e nei 2590 metri siepi, mentre vinse la medaglia d'oro cross a squadre insieme a George Underwood, Paul Pilgrim, Howard Valentine e David Munson.

## Palmarès
| Anno | Manifestazione  | Sede        | Evento                     | Risultato | Prestazione | Note |
| ---- | --------------- | ----------- | -------------------------- | --------- | ----------- | ---- |
| 1900 | Giochi olimpici | Parigi      | Maratona                   | 5º        | 4h04'12"    |      |
| 1900 | Giochi olimpici | Parigi      | 2500 m siepi               | 4º        | n/d         |      |
| 1904 | Giochi olimpici | Saint Louis | Maratona                   | Bronzo    | 3h47'33"    |      |
| 1904 | Giochi olimpici | Saint Louis | 2590 m siepi               | Bronzo    | n/d         |      |
| 1904 | Giochi olimpici | Saint Louis | Cross a squadre (4 miglia) | Oro       | 21'17"8     |      |